# Río Qiemo
El río Qiemo (en chino, 且末河; pinyin, Qiěmò Hé), también río  Cherchen o Qarqan, es un río que discurre por la región desértica de la cuenca del Tarim en la Región Autónoma Uigur de Xinjiang. El río nace en la cresta Arkatag, en la parte central de la  vertiente septentrional de las montañas Kunlun y discurre primero en dirección noroeste internándose en el desierto de Taklamakán. Tras pasar por la ciudad oasis de Qiemo, una importante etapa de la Ruta de la Seda meridional, el río  se vuelve luego hacia el este para desaguar en el lago Taitema, en las marismas salinas del Lop Nor.
En la mayor parte del año, el curso bajo del río está sin agua.